# Pseudo-Macaire
Le pseudo-Macaire ou Macaire-Syméon est un moine du IVe ou Ve siècle auteur d'une centaine de discours ou homélies de langue grecque longtemps attribués à Macaire de Scété. Il a probablement vécu en Mésopotamie ou en Asie mineure. Son œuvre présente des parentés avec celles de Basile de Césarée et de Grégoire de Nysse. Quelques passages de ses homélies attestent d'une influence de groupes qualifiés par leurs détracteurs de « messalliens », cependant les homélies pseudo-macariennes relèvent d'une théologie qui ne reprend pas les déviations doctrinales condamnées sous ce nom et qui est restée jugée orthodoxe.

## Problèmes d'attribution et d'identification de l'auteur

### Les « macaires » (bienheureux) et la littérature macarienne
Bien qu'il soit question d'un « pseudo-Macaire », l'attribution des Homélies spirituelles à un « saint Macaire » ne relève pas de la pseudépigraphie, comme, par exemple, pour les écrits du pseudo-Denys l'Aréopagite, mais elle est une conséquence de leur anonymat. Le nom « Macaire » vient de l'adjectif grec qui signifie « bienheureux ». Les œuvres du pseudo-Macaire ont d'abord été transmises comme des écrits anonymes en étant simplement attribuées à « un bienheureux », c'est-à-dire un « macaire », sans que l'on sache lequel, puis ce titre étant pris pour un nom propre, on a considéré qu'elles avaient été écrites par le plus célèbre des « Macaire », et elles ont ainsi été attribuées au moine égyptien connu sous le nom de Macaire.
Une hypothèse pour expliquer l'anonymat de ces homélies est qu'elles auraient été l'œuvre d'un auteur dont la réputation aurait été entachée par proximité avec les messalliens, de sorte qu'elles auraient été transmises sous le patronage rassurant de Macaire pour échapper au zèle des chasseurs d'hérésies.

### Syméon de Mésopotamie ou Macaire-Syméon
Certains manuscrits attribuent des homélies à un « Syméon ». Selon Vincent Desprez, l'identification de ce Syméon à Siméon le Stylite n'est pas vraisemblable. Des manuscrits associent l'homélie 51 à un « Syméon de Mésopotamie », tandis que des hérésiologues du Ve siècle ont par ailleurs aussi fait mention d'un chef messallien appelé « Syméon de Mésopotamie ». Sur la base de ces éléments, en 1941, Hermann Dörries a proposé de considérer que le pseudo-Macaire était ce messalien. Cependant les homélies ne sont pas, dans leur ensemble, d’orientation messalienne. De plus, les sources qui informent de l'existence d'un chef messalien appelé Syméon de Mésopotamie ne le présentent pas comme une personnalité très notable de sa communauté, ce qui fait douter qu'il puisse avoir été l'auteur d'une œuvre si importante. Considérant que son nom était probablement Syméon mais que l'on n'en sait pas plus, Vincent Desprez a proposé de l'appeler Macaire-Syméon.

## Citation
Des cieux nouveaux pour nos âmes

« Toutes les créatures que Dieu a faites existaient dès le commencement, les fleuves, les montagnes et les collines, les animaux et les sources. Qu'y a-t-il donc maintenant, pour que le Seigneur vienne, revêt un corps et accomplisse une œuvre plus grande que celles-là, alors qu'apparemment rien ne manquait à la création ?  Que veut donc dire sa parole : Mon Père est toujours à l'œuvre, et moi aussi je suis à l'œuvre (Jn 5, 17) et : J'accomplis des œuvres plus grandes que celles-là (Jn 5, 20), s'il existait une terre ensemencée, des plantes, des cieux, le soleil et la lune ? 

Le Seigneur attelle-t-il donc les bœufs sous le joug ? Non, ce n'est pas cela qu'il fait. Plante-t-il une plantation visible ? Non plus.  Car c'est l'âme qui est une vigne pour le Seigneur, et le Seigneur pour l'âme ; il y plante des racines d'amour et de douces joies, et des sources de vie jaillissant (Jn 4, 14) dans le cœur, des cieux nouveaux et une terre nouvelle (2 P 3, 13) et de nouveaux luminaires.

En effet, s'il revêt d'une telle gloire les fleurs de la terre (Mt 6, 29-30) et s'il habille de pourpre les violettes, il glorifiera bien davantage l'âme douée de raison, il l'ornera d'une parure spirituelle et la revêtira de la pourpre de l'Esprit. Oui, c'est ainsi qu'il l'a décidé, c'est là l'œuvre qu'il réalise dans les âmes. »

— Vincent Desprez (trad.), Homélie 20, 2-3, Sources Chrétiennes 275, Cerf, Paris, 1980, p. 241-243.